# Jens Jørn Mortensen
Jens Jørn Tegelhus Mortensen (Skanderborg, 23 febbraio 1927 – Aarhus, 25 maggio 2023) è stato un sollevatore danese medagliato europeo, che ha gareggiato nella categoria dei pesi mediomassimi.

## Biografia
Nativo di Galten (precedente denominazione di Skanderborg), iniziò la carriera di sollevatore nel 1950, militando nell'AK Dan Ballerup. Partecipa ai campionati nazionali e ai campionati mondiali ed europei di Parigi nella categoria dei pesi massimi leggeri. Partecipò ai Giochi olimpici di Helsinki del 1952 come mediomassimo, classificandosi al 15º posto. Nel 1953 prese parte ai campionati mondiali ed europei di Stoccolma, piazzandosi al sesto posto mondiale e conquistando un argento europeo.
In seguito continuò a gareggiare fino al 1965, partecipando a tredici edizioni dei campionati nazionali danesi, non raggiungendo più risultati di rilievo a livello internazionale. Iniziò anche a lavorare come macellaio, e dopo la conclusione della carriera agonistica lavorò come autista di autobus. È deceduto ad Aarhus nel maggio del 2023 all'età di 96 anni.